# Inquisition médiévale
Pour les articles homonymes, voir Inquisition (homonymie).
L'Inquisition médiévale est un tribunal ecclésiastique d'exception chargé de lutter contre les hérésies. Elle est introduite devant les tribunaux ecclésiastiques par le pape Innocent III en 1199 et atteint son apogée lors de la répression du catharisme, à la suite de quoi son activité décline, concurrencée par les juridictions nationales.
L'Inquisition se caractérise avant tout par la procédure à laquelle elle recourt : l’inquisitio, par laquelle le juge peut entamer une action d'office, par opposition à l’accusatio, dans laquelle le juge n'instruit un dossier qu'à la suite d'une accusation. (Plusieurs sources comme le livre de l'historien Didier Le Fur ou certaines conférences de Remy Brague, donnent une interprétation différente. L'inquisition se différentie des procès médiévaux du XIIeme qui étaient essentiellement à charge - accusatio, en ce sens qu'elle est basée sur une enquête - inquisitio. L'inquisition médiévale a apporté des éléments de procédure inexistants jusque là et qui sont aujourd'hui encore la base de notre justice dont le secret des témoignages, aide d'un avocat, présence d'un jury, nécessité d'obtenir des aveux, même sous la torture).   Pour autant, l’inquisitio n'est pas réservée à l'hérésie : par exemple, les procès concluant à la nullité des mariages d'Henri VIII d'Angleterre relèvent tous de cette procédure.
L'Inquisition médiévale participe aujourd'hui d'une mauvaise image du Moyen Âge.
Au XIXème siècle, Étienne-Léon de Lamothe-Langon a créé une image erronée et  largement exagérée de l’ Inquisition. Basé sur de prétendues archives, il a écrit plusieurs ouvrages sur le sujet dont une “Histoire de l'Inquisition en France”,  reprise par beaucoup d'historiens, en particulier Jules Michelet dont l’anticléricalisme était plus fort que la rigueur scientifique. Ce n'est qu'à la fin du XXéme siècle que les historiens ont mis en évidence la supercherie de Mr Lamothe Langon et l'inexistance des documents sur lesquels il prétendait se baser.
Au XVe siècle, l'Inquisition médiévale disparaît et est remplacée par d'autres formes d'inquisition : l'Inquisition espagnole, l'Inquisition portugaise et l'Inquisition romaine, le Saint-Office.

## Naissance

### Les premiers Inquisiteurs

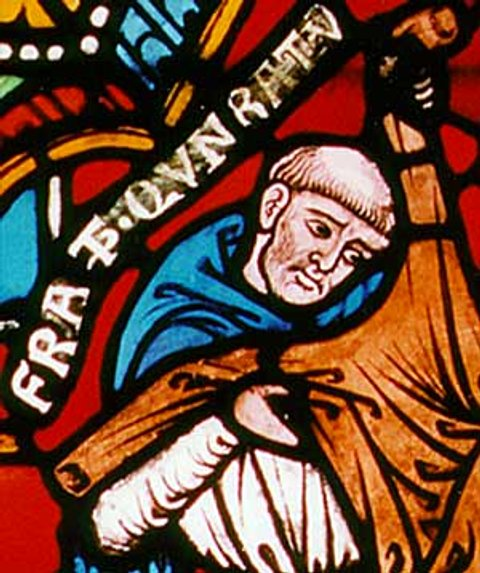
Conrad de Marbourg, le premier inquisiteur connu, détail d'un vitrail de l'église Sainte-Élisabeth, à Marbourg

L'Inquisition médiévale est introduite devant les tribunaux ecclésiastiques par le pape Innocent III en 1199. En février 1231, Grégoire IX publie la constitution Excommunicamus, qui prescrit la détention à vie pour les hérétiques repentis et la peine de mort pour les hérétiques obstinés,. La même année, il confirme Conrad de Marbourg dans son rôle de commissaire pontifical en Rhénanie et l'autorise à recourir à la procédure inquisitoire. Cette nomination et l'établissement d'une institution judiciaire sont officialisés par la bulle Ille humani generis (20 avril 1233), qui retire aux tribunaux ecclésiastiques la compétence contre les hérétiques lorsqu’un tribunal d'inquisition existe. La même année, une mission similaire à celle de Conrad est confiée à Robert le Bougre, qui met à profit son expérience d'ancien « parfait » cathare pour poursuivre ses anciens frères ; en 1235, il est nommé inquisiteur général du royaume de France. Son zèle est tel qu'il entre en conflit avec les tribunaux ordinaires : à l'instigation de plusieurs évêques, il est relevé de ses fonctions.
D'un point de vue canonique, les inquisiteurs sont des commissaires pontificaux, spécialement chargés de lutter contre l'hérésie et censés collaborer avec les évêques. La délégation pontificale rend théoriquement impossible le traditionnel appel au pape, prohibé par Excommunicamus — au reste, cet appel est traditionnellement dénié dans les cas d'hérésie. Le mandat est d'abord limité au pontificat du pape ayant nommé l'inquisiteur. En 1267, Clément IV le rend perpétuel (mais toujours révocable). Parallèlement, il existe des commissions temporaires.
Cependant, les évêques n'ont pas été dessaisis de leurs prérogatives en matière d'hérésie, non plus que les légats : sur un même territoire, ces différents dispositifs peuvent coexister et donc se recouvrir, entraînant ainsi des querelles de juridiction. Autre conséquence, l'inquisition se définit par la présence d'un inquisiteur, il est vain de vouloir définir des juridictions bien délimitées géographiquement. On peut seulement relever l'existence de centres inquisitoriaux importants comme dans le sud de la France, Toulouse et Carcassonne. Enfin, il n'existe pas une seule Inquisition, au sens d'une administration cohérente, mais de nombreux tribunaux inquisitoires, distincts et ne coopérant pas les uns avec les autres.
En 1232, la nouvelle institution s'étend en Aragon et à partir de 1235, en Italie centrale, puis en Lombardie. En France, elle s'introduit d'abord par le Nord, en avril 1233, avant de pénétrer en Languedoc en 1233-1234 avec l'établissement de deux tribunaux fixes d'Inquisition : l'Inquisition n'a donc pas eu pour but premier la lutte contre les « bons hommes » languedociens et leurs amis.
L'Inquisition se heurte initialement à la volonté des princes de mener eux-mêmes la lutte contre les hérétiques. Dès le départ, certains avaient tout bonnement refusé son intervention : en Espagne, seul l'Aragon l'avait accepté. En Scandinavie, l'Inquisition est quasiment absente. En Angleterre, la répression contre les Lollards — disciples de John Wyclif — reste l'affaire du roi et du clergé anglais. La république de Venise préfère également régler elle-même le sort de ses hérétiques. En France, en Aragon, dans certaines parties de l'Italie et du Saint-Empire, ainsi que dans les Pays-Bas, au contraire, les princes appuient l'Inquisition dès le début, lui permettant ainsi de travailler efficacement. Au fil du temps, la collaboration entre les deux acteurs se renforce.

### Dominicains et franciscains
La plupart du temps, les inquisiteurs sont choisis dans les nouveaux ordres religieux, dominicain et franciscain. Ceux-ci sont précisément fondés à l'époque, et leur expansion géographique est encore restreinte autour de leur aire d'origine. En Italie, l'Inquisition revient plutôt aux franciscains — François, le fondateur, est d'Assise ; dans le Midi de la France l’enquête est confiée au tout nouvel ordre des dominicains : la naissance de l'ordre en terre cathare et l'action de Dominique de Guzmán contre les hérétiques expliquent ce choix. Dominique lui-même, contrairement à une légende que les dominicains eux-mêmes ont contribué à entretenir, n'est pas « le premier inquisiteur » : d'abord, il quitte le Languedoc dès 1216 pour se consacrer à l'institution de son ordre ; ensuite, il meurt dix ans avant l'institution de la fonction. Contrairement aux bénédictins traditionnels de l'époque, ces ordres sont spécialisés dans une fonction — la prédication —, ils ne sont pas soumis au vœu de stabilité locale — pas de clôture — et n'ont pas charge d'âme, c’est-à-dire de responsabilité territoriale. Les dominicains en particulier ont pour vocation de prêcher et bénéficient d'une solide formation intellectuelle : ce sont des théologiens. Les deux ordres sont des « ordres mendiants », qui vivent des quêtes faites aux sermons et non du revenu de leur terre, ce qui leur attire la sympathie populaire : vivant pauvrement, ils sont mieux vus de la population que les riches bénédictins ou chanoines.
Compte tenu de leur compétence théologique, de leur vocation à être près du peuple, et de leur bonne image dans la société médiévale, le pape choisit préférentiellement dans leurs rangs ses représentants pour en faire des juges de l'Inquisition. Pour pouvoir se consacrer pleinement à leur tâche, ils sont fréquemment relevés de certaines des obligations que leur règle leur impose, comme celle de vie conventuelle.
Cependant, des chanoines réguliers sont également employés à l'office d'inquisiteur : ainsi, Conrad de Marbourg est un prémontré. En outre, de 1249 à 1255, ce sont des membres du clergé séculier qui dirigent le tribunal de Toulouse. L'expression « Inquisition monastique » est donc un abus de langage.

## Apogée

### La fin du catharisme
Le XIIIe siècle voit l'apogée de l'Inquisition. En France méridionale, elle contribua fortement à mettre fin à l'hérésie des bons hommes, non sans mal. Le quadrillage de la population du Midi aboutit à la mise en fiche d'une grande partie de celle-ci. Ainsi, l'inquisiteur Bernard de Caux interroge 5 471 personnes sur seulement deux archidiaconés du diocèse de Toulouse ; à Mas-Saintes-Puelles, 420 personnes doivent se soumettre à enquête.
Les enquêtes menées par les inquisiteurs provoquent des craintes populaires. Dans ce contexte de violence, la population et la noblesse n'hésitent pas à éliminer physiquement les inquisiteurs. Le massacre le plus célèbre est celui d'Avignonet, aboutissement d'une longue période de contestation de l'Inquisition dans le Midi. Une première crise a lieu à la fin de 1235, quand la population expulse l'inquisiteur dominicain Guillaume Arnaud, puis l'ensemble des dominicains. De retour en 1236, ceux-ci se retrouvent impuissants face au mutisme de la population, à l'inertie des autorités municipales et au manque de soutien du pape occupé par ailleurs. En 1241, les inquisiteurs partent en tournée ; en mai 1242, ils s'installent dans le château d'Avignonet. Le 28 mai 1242, ils y sont assassinés par des chevaliers cathares menés par Pierre-Roger de Mirepoix. Épouvanté par le massacre, le concile de Béziers, tenu en 1243, décide de faire tomber la place forte cathare de Montségur. Lorsque la forteresse se rend en 1244 aux croisés, la volonté de représailles explique la rigueur exceptionnelle de la répression : près de deux cents cathares sont brûlés.
De 1250 à  1257, l'Inquisition parachève son travail dans la région et met fin à l'hérésie cathare, non sans douleur : elle brûle 21 personnes et en condamne 239 au « mur étroit » (détention avec port d'entraves, au pain et à l'eau). Le dernier éclat de violence a lieu dans la cité-état de Sirmione, en Lombardie, accusée en 1273 de cacher un évêque cathare : deux cents de ses habitants sont envoyés au bûcher par les autorités civiles. Un des derniers bûchers pour hérésie est celui de Pierre Autier, brûlé en 1310. Les derniers croyants, comme le berger Peire Maury de Montaillou, seront mis au « mur étroit » en 1318 par l'évêque inquisiteur cistercien Jacques Fournier, futur pape Benoît XII. À Villerouge-Termenès, Bélibaste, qui se revendique comme un des derniers dignitaires des Églises cathares, est brûlé en 1321. Les derniers bûchers sont attestés en 1328 à Carcassonne.

### Des prérogatives étendues
La papauté est déterminée à donner à l'Inquisition les moyens d'agir efficacement : pour ce faire, elle la libère des tutelles traditionnelles. Elle est conçue comme une institution rattachée directement au pape, et non à la Curie romaine ou aux évêques. Alexandre IV (1254-1261) la soustrait également à la tutelle des légats pontificaux — le privilège sera étendu à tous les inquisiteurs en 1265. Mieux encore, Alexandre IV autorise les juges toulousains à se relever mutuellement de l'excommunication qui pèse sur les clercs répandant le sang, sans besoin de dispense pontificale ; l'autorisation est étendue à tous les inquisiteurs en 1262 par Urbain IV.
Parallèlement, les prérogatives de l'Inquisition s'élargissent. Outre les cathares et les vaudois, elle est appelée à combattre des éléments de plus en plus divers : l'apostasie de juifs et musulmans convertis ou encore la sorcellerie, laquelle leur est assignée formellement en 1326 par Jean XXII dans la bulle Super illius specula. Mais on appelle aussi hérétiques les schismatiques à l'occasion de la lutte contre Frédéric II ou, au XIVe siècle, du Grand Schisme d'Occident — ou encore ceux qui refusent de payer les dîmes. La frontière se brouille également entre indiscipline et hérésie : Jean XXII appelle l'Inquisition contre les Spirituels, dissidents de l'ordre des franciscains, puis les béguins.
Les prérogatives croissantes de l'Inquisition et l'allègement constant de la tutelle qui devrait s'exercer sur elle expliquent la toute-puissance de l'institution au XIIIe siècle : les inquisiteurs prennent l'habitude de travailler seuls, sans rendre de comptes, permettant ainsi des abus.

### Premières difficultés
Dans le même moment, l'Inquisition est confrontée à des difficultés. Beaucoup d'évêques n'apprécient guère son irruption dans un champ qui leur était auparavant réservé : les papes émettent à plusieurs reprises des rappels à l'ordre. Ainsi, en 1279, Nicolas III condamne l'évêque de Padoue, coupable de manque de zèle dans sa coopération avec les inquisiteurs. L'attitude de la papauté elle-même est rien moins que constante : dès 1248, par exemple, Innocent IV tente de rétablir une tutelle sur eux, plaçant ceux de la région d'Agen sous le contrôle de l'évêque du diocèse, en 1248. Outrés de cette atteinte à leur liberté d'action, les juges dominicains se démettent. En outre, des rivalités entre les deux ordres mendiants se font jour : en 1266, à Marseille, les dominicains accusent les inquisiteurs franciscains et produisent des témoins qui s'avèrent être parjures. Le pape doit intervenir pour rétablir l'ordre. Au sein des ordres eux-mêmes, enfin, la vie particulière menée par les religieux inquisiteurs ne satisfait pas toujours les hiérarchies : ainsi, les chapitres provinciaux dominicains tentent de faire respecter à leurs inquisiteurs leur vœu de pauvreté, en leur imposant de se déplacer simplement, à pied.
L'Inquisition se heurte également à des oppositions ponctuelles dans la population. Outre les assassinats d'inquisiteurs en terre cathare, il faut mentionner celui de Conrad de Marbourg dès juillet 1233. En Italie, Pierre de Vérone, inquisiteur à Milan, est assassiné le 6 avril 1252. Surnommé « saint Pierre Martyr », il fera l'objet d'une dévotion importante à partir de la Renaissance et deviendra le modèle des inquisiteurs, bien qu'il n'ait occupé ce poste que quelques mois Sa canonisation très rapide (en moins d'un an) témoigne du soutien apporté alors par Innocent IV à ses inquisiteurs. De même, celui-ci déploie des efforts importants pour traquer tous les coupables et adresse au chapitre général de l'ordre une lettre encourageant les dominicains à poursuivre leur tâche et à ne pas craindre le martyre. Ces massacres, ponctuels mais saisissants pour l'opinion publique, témoignent du climat difficile dans lequel l'Inquisition est amenée à travailler, et de l'atmosphère obsidionale dans laquelle se meuvent ses juges. Ils expliquent également la rigueur des premières procédures. Cependant, l'Inquisition n'aurait pu fonctionner sans le consentement global des populations concernées qui souvent, se réjouissent de la punition des hérétiques. Ainsi, les grands bûchers du Midi de la France ne sont pas l'œuvre de l'Inquisition, mais celle des autorités civiles, Sénéchal de Carcassonne pour le bûcher de Montségur.

## L'Inquisition et les Templiers
Entre les années 1307 et 1311 l’Inquisition, aidée par le roi de France Philippe IV le Bel et le pape Clément V, a participé au procès contre les Templiers qui étaient accusés des actes d’hérésie.

### Le rôle du roi
L’étendue de l’influence de Philippe IV le Bel sur les actions de l’Inquisition n’est pas claire, mais on sait qu’il eut beaucoup de « raisons » politiques et matérielles pour vouloir faire disparaître les Templiers. Les Templiers étaient riches, privilégiés et puissants,. Ils répondaient seulement au pape et n’étaient pas sous le contrôle du roi. Le roi leur devait beaucoup car dans l’année 1299 ils lui avaient prêté 500 000 livres pour la dot de sa sœur. Aussi, ils l’ont protégé d’une foule après qu’il avait dévalué la monnaie. Il pourrait avoir cru que les Templiers étaient coupables parce que dans l’année 1305, il entendit d’Esquieu de Floyran (qui n’avait pas réussi à vendre ses rumeurs à Jacques II d'Aragon) que les Templiers pratiquaient des rites scandaleux. Cependant, Philippe IV le Bel avait désespérément besoin d’argent,  Comme il avait déjà pillé les Juifs et les Lombards,, il croyait pouvoir faire la même chose aux Templiers. Ce roi est aussi connu comme « le roi des procès ».

### Les arrestations
Le 14 septembre 1307 Philippe IV le Bel a donné des ordres secrets pour l’arrestation simultanée des Templiers à ses baillis et à ses sénéchaux partout en France, qui auraient lieu le 13 octobre 1307,,. Frère Guillaume de Nogaret, juriste, confesseur et conseiller du roi et aumônier papal, fut responsable des arrestations. Les Templiers, qui se sentaient en sécurité dans leur innocence se sont laissé prendre sans résistance  Le pape Clément V n’aimait pas que le roi soit intervenu parce que les Templiers étaient sujets immédiats de l’Église. Clément V avait écrit à Philippe IV le Bel avant les arrestations, disant que les accusations semblaient être impossibles et que l’Ordre du Temple voulait une enquête pour prouver son innocence. Les actions suivantes du pape sont les résultats de la pression de l’influence dominatrice de Philippe IV de France et du scandale public.

### Les accusations
Les Templiers furent inculpés par l’Inquisition de 127 accusations d’hérésie, du blasphème, des pratiques religieux indécents et d’autres défauts religieux. Quelques exemples d’accusation sont :
- d’avoir renoncé au Christ[21]
- d’avoir craché sur la croix[21]
- des baisers indécents[21]
- d’actions homosexuelles[21]
- de blasphème[21]
- d’avoir cessé de célébrer la messe[21]

L’Inquisition se concentrait sur les péchés sexuels, alors ils pensaient avoir raison de faire une enquête mais ils employèrent des méthodes interrogatoires avec torture pouvant mener a de faux aveux.

### La torture et les confessions
Dès le 15 mai 1252, la bulle Ad extirpanda a autorisé les inquisiteurs à utiliser la torture et l’effusion de sang. Les Templiers avouèrent les accusations pour arrêter la torture et pour se sauver de la mort, En effet, il y eut de nombreuses morts et des suicides à cause de la torture. La majorité était détenue dans des prisons dans des conditions déplorables. Leur seule nourriture était des vieux pains rassis et un peu d’eau. Les cellules étaient bâties en pierre et les prisonniers étaient enchaînés aux murs. La dislocation des articulations, la brûlure des extrémités et la mutilation, pour ne citer que quelques-unes des formes de torture étaient fréquemment employées à l’époque,. Même la seule menace de torture a provoqué des confessions. Les archives montrent une corrélation évidente entre l’utilisation de la torture et les confessions: ainsi, l'accusation de "baiser indécent"  fut souvent avouée à cause de la torture en France et en Italie, mais pas du tout en Angleterre où la torture était interdite. Il n’y eut de confessions qu’après que l’Inquisition papale fut venue prendre contrôle, introduisant la torture. Le fait qu’une confession devait être spontanée ne posait pas de problème ; l’Inquisition forçait les confessions des Templiers qui seraient amenés au pape où ils avoueraient les accusations « librement ».

### La défense et la fin
Dès que la menace de la torture fut « enlevée » en 1310, presque 600 Templiers, dont beaucoup avaient déjà avoué les accusations, sont venus défendre l’Ordre du Temple. Le 7 avril, neuf députés menés par Peter de Bologna et Reginald de Provins ont donné la défense de l’Ordre. Cet effort de défense se délita après une démonstration par Philippe IV le Bel. Selon le droit canon, si quelqu’un rétracte sa confession, il peut être torturé encore ou brûlé comme hérétique relaps. 54 de ces 600 défendeurs avaient rétracté leur confession et ont été condamnés sans procès et puis brûlés, (Barber). Le grand maître Jacques de Molay et Geoffroy de Charnay furent brûlés en mars 1314 pour le même crime; étant des hérétiques relaps ou pour la rétraction de leur confession,,.

## Le déclin

### Efficacité ou contrôle?
Très tôt, la papauté intervient ponctuellement pour assurer un meilleur contrôle de l'activité des inquisiteurs: 12 ans après avoir nommé les premiers inquisiteurs, dès 1248, par exemple, Innocent IV tente de rétablir une tutelle sur eux, plaçant ceux de la région d'Agen sous le contrôle de l'évêque du diocèse, en 1248. Cependant, les inquisiteurs considèrent qu'un tel contrôle va à l'encontre de l'efficacité de leur action. Outrés de cette entrave mise à leur mission, les juges dominicains se démettent.
Après l'apogée de la seconde moitié du XIIIe siècle, l'accumulation des requêtes dénonçant des abus persuade la papauté d'entreprendre une réforme d'ensemble. Clément V confie en 1306 une enquête concernant les inquisiteurs de Carcassonne à deux cardinaux, Béranger Frédol et Pierre Taillefer de La Chapelle. En 1311-1312, à la suite du concile de Vienne, il promulgue les constitutions Multorum querela et Nolentes, qui prescrivent la collaboration avec l'ordinaire pour les actes les plus importants de la procédure : recours à la torture (déjà autorisée depuis 1252, bulle Ad Extirpenda), sentence, contrôle des prisons, etc. Ici encore, l'Inquisition proteste contre ces nouvelles règles, le célèbre inquisiteur Bernard Gui dénonçant leur caractère selon lui contre-productif. En 1321, Jean XXII doit réitérer les règles dans sa constitution Cum Mathaeus.
Par la suite, l'évolution ira toujours vers plus de contrôle de l'inquisiteur, et une intégration croissante au fonctionnement judiciaire local. Progressivement, l'Inquisition devient une annexe du tribunal ecclésiastique, dont l'inquisiteur devient progressivement le procureur général avant la lettre.

### Dessaisissement
Au XIVe siècle, l'attitude change : forts du développement de la centralisation et des administrations, les princes entendent contrôler eux-mêmes l'Inquisition. En 1302 et 1304, Philippe le Bel se pose comme arbitre dans le conflit qui oppose la population du Languedoc et l'Inquisition de Carcassonne. Philippe obtient ensuite du pape la participation de l'Inquisition au procès contre les Templiers.
En 1403, le Parlement de Paris se saisit d'un conflit entre l'inquisiteur de Cambrai et l'archevêque de Reims, et tranche en faveur de ce dernier. En 1412, le roi fait arrêter l'inquisiteur de Toulouse, jugé trop inféodé à la papauté. En 1430, lors du procès de Jeanne d'Arc, son accusateur, Pierre Cauchon, insiste pour obtenir la collaboration du dominicain Jean Le Maître, vicaire de l'inquisiteur de Rouen, malgré les réticences de ce dernier. En 1485, l'inquisiteur de France s'affirme comme tel « par le Saint-Siège et le Parlement ».
Instrumentalisée, appelée sur le devant de la scène en cas de besoin et reléguée en arrière-plan le reste du temps, l'Inquisition perd peu à peu sa substance, alors que ses prérogatives passent aux États. Même si des tribunaux subsistent à Toulouse et Carcassonne jusqu'au XVIIe siècle, elle disparaît en pratique au XVe siècle. Lors de la Réforme protestante, ce sont les Parlements français qui traîteront de cas d'hérésie.

## Éléments statistiques

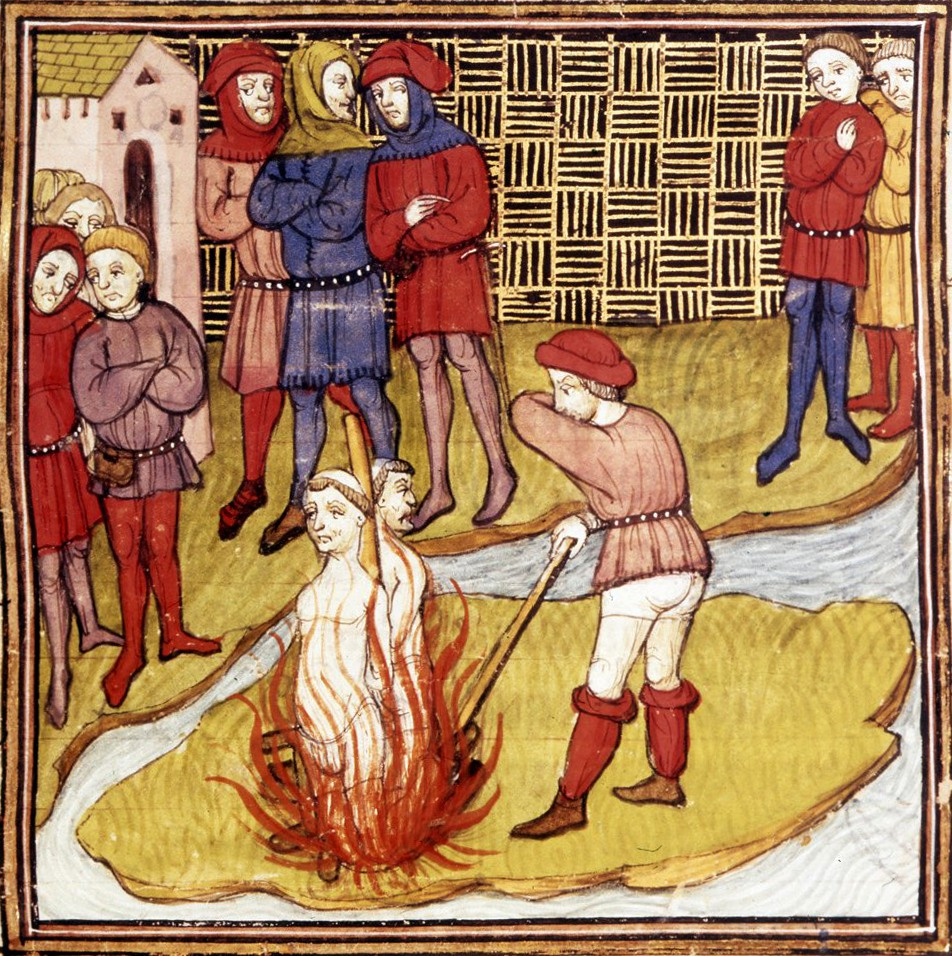
Peine du feu ordonnée par l'Inquisition (ici, des templiers) : une peine moins fréquente qu'on a pu le croire, détail de la Chronique de Saint-Denis

Il est difficile de produire un bilan chiffré de l'activité de l'Inquisition médiévale : les données sont tardives — donc situées à une époque où la répression est moindre — et localisées. Cependant, à titre d'exemple, on peut citer les éléments suivants :
- À Turin, on répertorie 200 condamnations en un peu plus de 80 ans (de 1312 à 1395), parmi lesquelles : 22 peines capitales, 41 ports de croix et 22 peines médicinales (amende, pèlerinage, etc.)[41]
- L'analyse des archives de Bernard Gui[42] a montré qu'en seize ans (1307-1323) d'exercice à Toulouse, il a prononcé 501 peines et 243 remises de peine, la plupart du temps pour mettre fin à une détention. Plus précisément, il ordonne 29 sentences capitales, 80 condamnations au bûcher concernant des cadavres exhumés, 13 peines de mur étroit (prison ferme), 231 peines de mur large (assignation à résidence) et 107 peines infamantes. Le plus important bûcher, ordonné le 5 avril 1310, fait 17 victimes[43].

L'historien Yves Dossat qualifie la peine du feu d'exceptionnelle, et souligne que « les exécutions massives ne sont guère compatibles avec un tel système de répression. » Quelques inquisiteurs se signalent néanmoins par leur zèle : Conrad de Marbourg ordonne de nombreux bûchers avant d'être assassiné. Robert le Bougre multiplie les exécutions lors de sa tournée de 1233-1234 à la Charité-sur-Loire puis de février-mars 1236 dans le Nord de la France. Le 13 mai 1239, au mont Aimé, 183 cathares, dont un seul « parfait », sont livrés aux flammes sur son ordre.